# 普雷图河畔圣若泽-杜瓦莱
普雷图河畔圣若泽-杜瓦莱是巴西里约热内卢州的一个市镇。总面积239.95平方公里，总人口20574人，人口密度85.7人/平方公里。